# Methysergid
Methysergid ist ein Arzneistoff aus der Gruppe der Lysergsäureamide, der in der vorbeugenden Behandlung der Migräne eingesetzt wurde. Er wirkt als Antagonist oder Partialagonist an verschiedenen Serotoninrezeptoren (5-HT-Rezeptoren). Seine migräneprophylaktische Wirkung wurde insbesondere mit einer Hemmung von 5-HT2B in Verbindung gebracht. Auf Grund schwerer Nebenwirkungen, insbesondere Retroperitonealfibrosen, Pleuralfibrosen, Pleuraerguss und Herzklappenfibrosen, wurde Methysergid vom Markt genommen.